# هنري تشيستر
هنري تشيستر (بالإنجليزية: Henry Chester)‏ هو موظف مدني أسترالي، ولد في 30 ديسمبر 1832 في لندن في المملكة المتحدة، وتوفي في 3 أكتوبر 1914 في بريزبان في أستراليا.